# Nadleśnictwo Gołdap
Nadleśnictwo Gołdap – jednostka organizacyjna Lasów Państwowych podległa Regionalnej Dyrekcji Lasów Państwowych w Białymstoku. Siedziba nadleśnictwa znajduje się w Gołdapi, w powiecie gołdapskim, w województwie warmińsko-mazurskim. Jego lasy stanowią część Puszczy Rominckiej.
Nadleśnictwo obejmuje część powiatu gołdapskiego. Północną granicę nadleśnictwa stanowi granica państwowa z Rosją.

## Historia
Puszcza Romincka już od czasów zakonu krzyżackiego była otoczona szczególną ochroną. Będąc położona w XIX i XX-wiecznych Niemczech, była miejscem polowań najważniejszych osób w państwie - w okresie II Rzeszy polował tu m.in. cesarz Wilhelm II Hohenzollern, a podczas narodowosocjalistycznego reżimu wyłączne prawo do polowań posiadał Hermann Göring.
Nadleśnictwo Gołdap powstało w 1869 w wyniku podziału nadleśnictwa Nassawen. Zostało ono zreorganizowane po II wojnie światowej, gdy Gołdap znalazł się w Polsce, a Puszcza Romincka została przedzielona polsko-sowiecką granicą państwową. W 1952 z nadleśnictwa Gołdap wydzielono nadleśnictwo Żytkiejmy, ponownie przyłączone 30 grudnia 1972

## Ochrona przyrody
Na terenie nadleśnictwa znajduje się sześć rezerwatów przyrody:
- Boczki
- Czerwona Struga
- Mechacz Wielki
- Dziki Kąt
- Struga Żytkiejmska
- Uroczysko Kramnik.

## Drzewostany
Typy siedliskowe lasów nadleśnictwa (z ich udziałem procentowym):
- lasy 82%
- bory 15%
- olsy 3%

Gatunki lasotwórcze lasów nadleśnictwa (z ich udziałem procentowym):
- świerk 40%
- dąb 19%
- sosna 17%
- brzoza 11%
- olsza 8%
- jesion 2%
- pozostałe 2%

Przeciętna zasobność drzewostanów nadleśnictwa wynosi ponad 229 m³/ha, a przeciętny wiek 57 lat.